# Basun (orgelstämma)
Basun (tyska: Posaune) är en orgelstämma som är 16´. Den tillhör kategorin trumpetstämma och har en trattformig uppsats som ofta är tillverkad av trä. Den är vidmensurerad. Stämman är även en rörstämma. Den sitter i pedalen på orgeln.